# 中野裕之
中野 裕之（なかの ひろゆき、1958年1月22日 - ）は、日本の映像作家、ミュージックビデオ（MV、PV）監督、映画監督。広島県福山市出身。ピースデリック有限会社所属。一般社団法人PEACE NIPPON PROJECT 理事。

## 略歴・人物
広島県立福山誠之館高等学校（昭和51年卒）、早稲田大学商学部卒業。
1980年によみうりテレビ入社、CM業務部に配属され、搬入されたCM素材のチェックや放送、CM制作業務などをする。まもなく制作に転じ、『どんぶり5656』や『AV GARDEN』など、主に深夜番組で宮沢章夫、中島らも、竹中直人らと共に多くのコントを制作。一方でCM制作などにも関わる。
よみうりテレビ退社後、1987年に日本初のミュージックビデオ（MV、PV）制作会社、タイレルコーポレーションを設立。1990年に手がけたディー・ライト（Deee-Lite）のデビュー曲「Groove Is In the Heart」が全米4位の大ヒットを記録した。この作品で、アメリカMTVアワード日本人初のノミネート（6部門）。他今井美樹、GLAY、Mr.Children、小泉今日子、小野リサ、サザンオールスターズ、観月ありさ、布袋寅泰、サラ・ヴォーンら、日本、海外アーティスト約200本のPVを手がける。
1993年に“見る側にピースな気持ちにさせる映像の追求”を目的にピースデリック設立。従来のPV制作の一方で1998年には、布袋寅泰を主演に起用した『SF サムライ・フィクション』で劇場用映画デビューを果たしている。
2006年度カンヌ国際映画祭で短編映画『IRON』がヤング批評家賞を受賞。翌2007年4月にはMVの監督を集め、竹内らと日本音楽映像製作者協会（JMVPA）設立、理事長についている。
タケイグッドマン、竹内鉄郎らと共に、日本のミュージックビデオ監督・制作草分け的存在として知られる一方で、過去にはキヤノン「EOS」や、Apple Computer「Power Mac G5」などのCMに出演したこともある。

## 作品一覧

### 主なビデオクリップ
- 今井美樹 - 『PRIDE』
- AKB48 - 『スイート&ビター』
- SKE48 - 『Darkness』
- STU48 - 『瀬戸内の声』
- GLAY - 『誘惑』『BE WITH YOU』
- PSY・S - 『Teenage』
- サザンオールスターズ - 『PARADISE』
- ディー・ライト - 『Groove Is In the Heart』
- DREAMS COME TRUE - 『何度でも』
- Mr.Children - 『花 -Mémento-Mori-』『Everything (It's you)』
- 広末涼子 - 『ジーンズ』
- BLANKEY JET CITY - 『ダンデライオン』
- 布袋寅泰 - 『POISON』『スリル』『CIRUS』『バンビーナ』
- LITTLE - 『夢のせい』

### 映画
- SFシリーズ
  - SF：サムライ・フィクション（1998年） - 第13回高崎映画祭若手監督グランプリ、第53回毎日映画コンクールスポニチグランプリ新人賞
  - SF：Stereo Future（2001年）[6][7][8]
  - SF：Short Films（2003年） - プロデュース ※オムニバス映画
- RED SHADOW 赤影（2001年）
- IRON（2005年）
- 短編映画集『男たちの詩』（2008年） - プロデュース
  - 「IRON」（第59回カンヌ国際映画祭 国際批評家週間・ヤング批評家賞受賞）監督：中野裕之
  - 「スパゲッティナポリタン」監督：兼重淳
  - 「午後三時三分十五秒の観覧車」　監督：中野裕之
  - 「富士とドーナツ」監督：芹沢康
  - 「灯台」監督：中野裕之
- 東京オンリーピック「男子鉄球玉入れ」（2008年）
- TAJOMARU（2009年）
- FLYING BODIES（2013年）※青森大学男子新体操部の記録映画
- FOOL COOL ROCK! ONE OK ROCK DOCUMENTARY FILM（2014年）
- ピース・ニッポン（2018年）

### テレビドラマ
- お茶の間（1993年 よみうりテレビ）
- 八月の虹（2006年 TBSテレビ）

### その他
- 映画『シュリ』日本版予告編 (2000年)
- V6スペシャルDVD『それぞれの空 -DRAMA STORY CLIP-』（2007年）
- CR七人の侍（2008年）